# Repozal
Repozal – organiczny związek chemiczny, należący do grupy barbituranów, stosowany w Danii w latach 60. XX wieku jako środek o działaniu nasennym i przeciwdrgawkowym.